# Slovník české literatury po roce 1945
Slovník české literatury po roce 1945 je on-line slovník zaměřený na českou literaturu období druhé poloviny 20. století – období po druhé světové válce až do roku 2000. V přibližně 1300 heslech zpracovává české spisovatele, literární časopisy a od roku 2014 také nakladatelství, samizdatové a exilové edice.

## Historie
Slovník je založen na knižním Slovníku českých spisovatelů od roku 1945 z let 1995 a 1998, který připravil Ústav pro českou literaturu AV ČR (ÚČL) pod vedením Pavla Janouška a Slovníku českých literárních časopisů, periodických literárních sborníků a almanachů brněnské pobočky ÚČL z roku 2002, v redakci Blahoslava Dokoupila. Hesla z obou slovníků byla rozšířena; doplněny byly další osobnosti (autoři debutující v letech 1989–2000) a přibližně 120 institucionálních hesel.
V letech 2008–2014 probíhalo zpracování hesel nakladatelství a dalších institucí literárního života, od roku 2015 probíhají revize a aktualizace hesel. Vedoucím redaktorem je Michal Přibáň, dalšími redaktory jsou Eduard Burget, Petra Čáslavová, Michal Jareš, Veronika Košnarová, Alena Přibáňová, Zuzana Říhová a Andrea Vítová.
Vznik projektu podpořila v letech 2006–2008 a opětovně v letech 2009–2013 Grantová agentura ČR.